# 氟氯化钡
氟氯化钡是钡的混合卤化物，化学式为BaClF。它在自然界中以張培善石的形式存在。

## 制备
氟氯化钡可由氯化钡和氟化铵在溶液中沉淀制备。